# Johannes Biermans
Johannes Biermans MHM (* 8. November 1871 in Westerhoven, Niederlande; † 24. Januar 1941) war ein niederländischer römisch-katholischer Ordensgeistlicher und Generalsuperior der Missionsgesellschaft vom hl. Joseph von Mill Hill.

## Leben
Johannes Biermans trat der Ordensgemeinschaft der Missionsgesellschaft vom hl. Joseph von Mill Hill bei und empfing am 25. Juli 1896 durch den Erzbischof von Westminster, Herbert Kardinal Vaughan, die Priesterweihe.
Am 24. April 1912 ernannte ihn Papst Pius X. zum Titularbischof von Gargara und zum Apostolischen Vikar von Nilo Superiore. Der Apostolische Vikar von Nord-Victoria Nyanza, Henri Streicher MAfr, spendete ihm am 1. September desselben Jahres die Bischofsweihe; Mitkonsekrator war der Apostolische Vikar von Kenia, Filippo Perlo IMC.
Johannes Biermans wurde im August 1924 Generalsuperior der Missionsgesellschaft vom hl. Joseph von Mill Hill. 1934 trat er von diesem Amt zurück.